# Ariarates VI
Ariarates VI foi um rei da Capadócia.

## Biografia
Ele era filho de Ariarates V e Laódice. Em 129 a.C., seu pai morreu lutando, aliado à República Romana, contra Aristônico, e o Reino da Capadócia recebeu como prêmio a Licaônia e a Cilícia.
Laódice governou em nome dos seis filhos, todos meninos, e temendo que, quando eles crescessem, tomassem dela a administração do reino, envenenou cinco deles. Ariarates VI foi salvo, ela foi morta pelo povo por esta crueldade, e Ariarates tornou-se rei.
Ariarates VI casou-se com Laódice, irmã de Mitrídates VI do Ponto. Ariarates VI foi assassinado por Górdio, assassino enviado por Mitrídates.
Ele teve dois filhos com Laódice:
- Ariarates, seu sucessor, assassinado pelas próprias mãos por Mitrídates.[3]
- Ariarates, outro filho, escolhido como rei pelos capadócios após eles se revoltarem contra Mitrídates.[4]